# سرجیو گاروفی
سرجیو گاروفی (انگلیسی: Sergio Garufi؛ زادهٔ ۱۶ سپتامبر ۱۹۹۵) بازیکن فوتبال اهل ایتالیا است.
از باشگاه‌هایی که در آن بازی کرده‌است می‌توان به باشگاه فوتبال رجینا و باشگاه فوتبال کاتانیا اشاره کرد.